# Леба (річка)
54°46′03″ пн. ш. 17°33′02″ сх. д. / 54.76750° пн. ш. 17.55056° сх. д.
Ле́ба (пол. Łeba) — річка в Поморському воєводстві на півночі Польщі.

## Географія

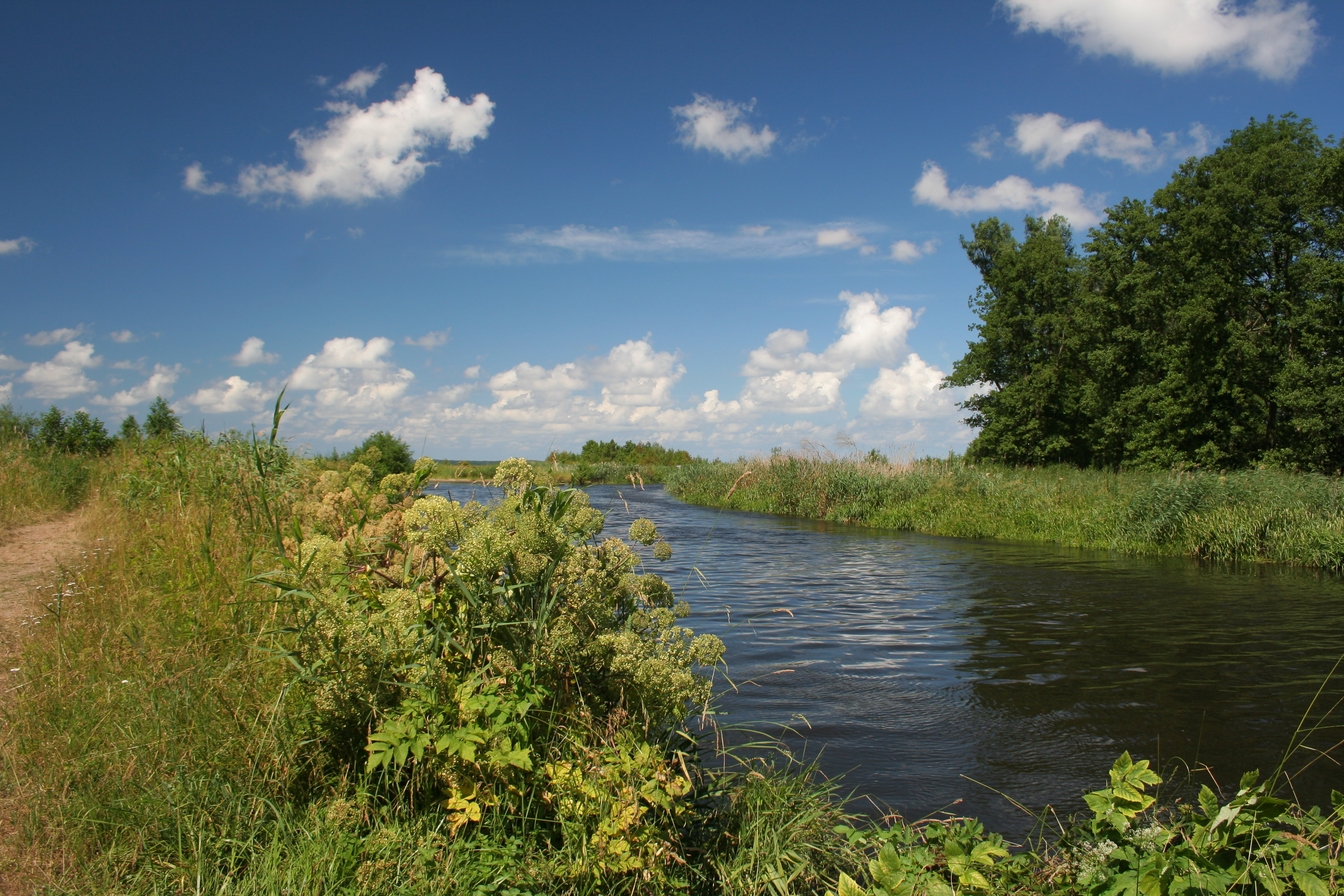
Річка Леба в Словінському національному парку

Має витоки біля села Божестово на захід від міста Картузи. Тече переважно в північному напрямку, протікає через череду озер: Длуге, Вельке, Ресковське, Сяновське й Лебсько. У нижній течії перетинає Словінський національний парк. Впадає в Балтійське море біля однойменного міста. 
Довжина річки становить 117 км, площа водозбірного басейну — 1801 км². Висота витоку становить 165 м, висота гирла — рівень моря. 
Населені пункти на берегах річки:
- Мехуцино
- Сяново
- Мілошево
- Божеполе-Велике
- Ленчиці
- Лемборк
- Леба